# Storfjord (Møre og Romsdal)

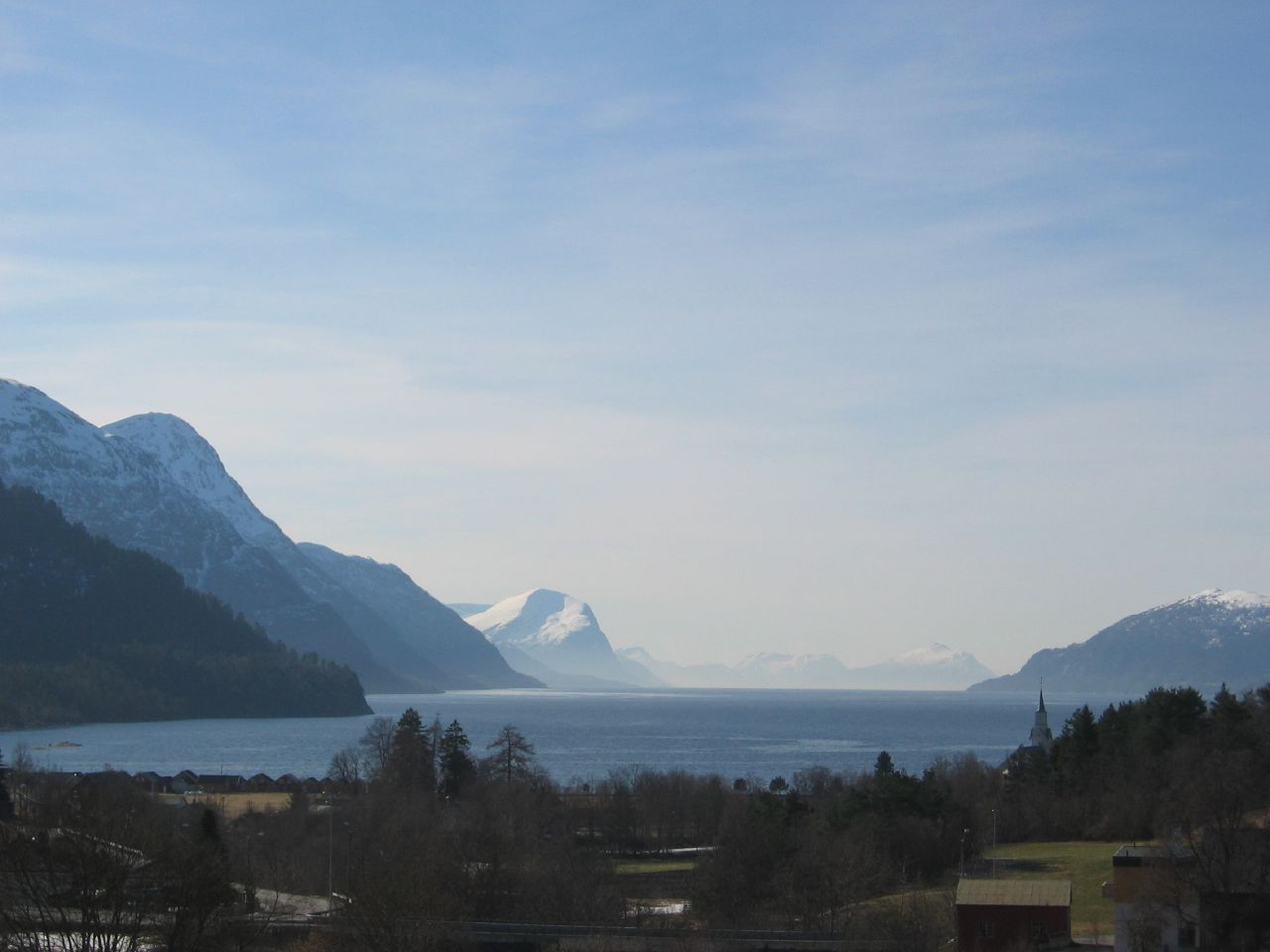
Le Storfjord, vu vers l'ouest.

Le Storfjord (Storfjorden en norvégien) est un fjord de Norvège, situé dans le comté de Møre og Romsdal et dépendant de la mer de Norvège. C'est le fjord principal du comté et l'un des plus longs de Norvège.

## Étymologie
Stor signifie « grand » en norvégien. Le Storfjord partage ce nom avec au moins trois autres fjords de Norvège : le Storfjord (Svalbard), le Storfjord (Troms) et le Storfjord (Ørsta).

## Géographie
Long de 110 km, le Storfjord s'étend du village de Hareid à l'ouest jusqu'à Geiranger à l'est, et se divise en plusieurs branches. Sa profondeur maximale atteint 679 m, près de Dyrkorn, dans la kommune de Stordal.
À son embouchure, le Storfjord est entouré d'îles dont l'altitude avoisine 500 à 800 m. Plus à l'est, ses rives sont plus pentues : au niveau des villages de Tafjord et Geiranger, les montagnes qui le bordent s'élèvent à 1 500, voire 1 800 m.

### Branches

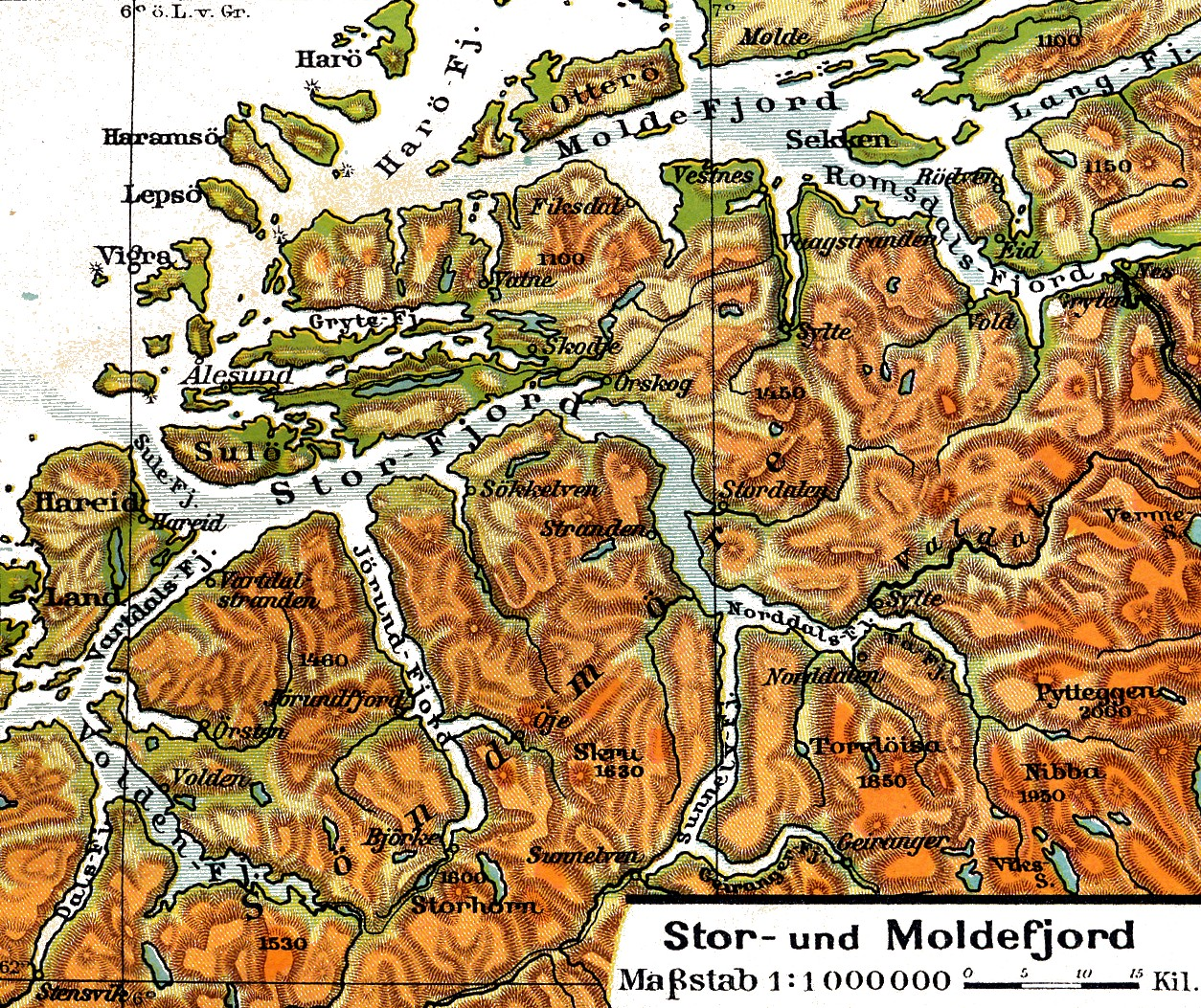

À son embouchure, le Storfjord est divisé en deux branches : le Sulafjord et le Vartdalsfjord, qui communique avec le Voldsfjord. 
Dans sa portion centrale, il possède deux branches : le Hjørundfjord, qui se divise lui-même en Norangsfjord et Storfjord, et le Sykkylvsfjord.
Dans sa portion intérieure, le Storfjord se divise en deux branches : le Norddalsfjord (avec son prolongement, le Tafjord) et le Sunnylvsfjord (avec son prolongement, le Geirangerfjord).

### Localités
Les communes bordant le Storfjord sont : Sula, Ålesund, Sykkylven, Skodje, Ørskog, Stordal, Stranda et Norddal.

### Transports

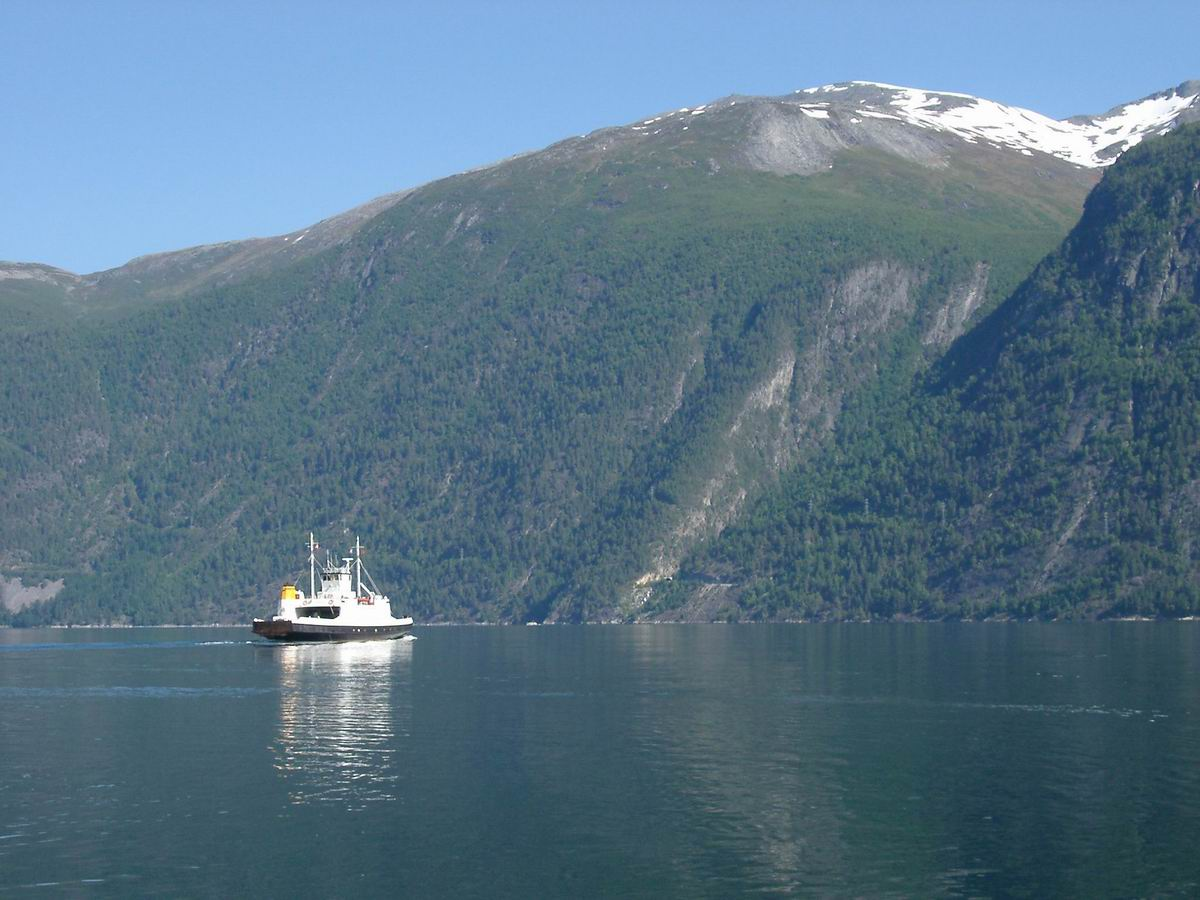
Ferry entre Linge et Eisdal.

Il n'existe pas de tunnel ni de pont routier au-dessus du Storfjord. De plus, la forte déclivité des berges empêche le développement d'un réseau routier très étendu. 
Plusieurs liaisons de ferry permettent cependant de traverser le fjord :
- Hareid-Sula ;
- Leirvågen-Festøya-Hundeidvik ;
- Leknes-Sæbø ;
- Ørsneset-Magerholm ;
- Stranda-Liabygda ;
- Eidsdal-Linge ;
- Geiranger-Hellesylt (liaison touristique, en été seulement).